# 風の坂道
「風の坂道」（かぜのさかみち）は、1993年9月22日に発売された小田和正通算11作目のシングル。発売元はファンハウス。

## 解説
シャープ液晶ビューカムのCMソングに使用。この曲は、同年10月にリリースされたアルバム『MY HOME TOWN』に収録された他、ベストアルバム『伝えたいことがあるんだ』『自己ベスト』『あの日 あの時』にも収録された。CM終了後にもNHK（『人間マップ』）・フジテレビの番組で、テーマソング・挿入歌として使われた実績もある。2008年10月からは愛知県や岐阜県など広範囲に路線を敷く大手私鉄である名古屋鉄道のCMソングとして再び使用されている。
カップリングはオフコース時代のヒット曲「Yes-No」（1980年）のセルフカバー。これまでのセルフカバーと違い、アレンジが一新されている。アルバム『LOOKING BACK』、『自己ベスト』、『あの日 あの時』Disc2にも収録されているが、『あの日 あの時』に収録されているバージョンはオフコース時代のアレンジに戻されている。
CDジャケットには「風の坂道/Yes-No」と表記されている。ジャケット写真は、小田の母校である横浜・聖光学院のグラウンドで撮影された。また、この曲のプロモーションビデオのラストシーンには、オフコース時代のスタッフの一人だった柿崎譲二が後姿ではあるが出演している。

## 収録曲
1. 風の坂道
  - 作詞・作曲・編曲：小田和正
  - SHARP 液晶ビューカム TV CMイメージソング
2. Yes-No
作詞・作曲・編曲：小田和正
1980年に発表されたオフコース時代の楽曲のセルフカヴァー